# Die Reformer
Die Partei Die Reformer (Kurzbezeichnung: REFORMER) ist eine deutsche Kleinpartei.
Die Reformer wurde Ende Juli 2015 in Trier auf Initiative des Bahnbeamten und ehemaligen CDU-Mitglieds Erich Schuster (* 1941 in Trier) als Bundespartei gegründet und beabsichtigte ursprünglich, bei der Landtagswahl in Rheinland-Pfalz 2016 anzutreten. Dem ursprünglichen Landesverband in Rheinland-Pfalz mit Hauptsitz in Erich Schusters Wohnort folgte am 3. September 2016 in Saarbrücken-Burbach die Gründung des Landesverbands Saarland. Erster Landesverbandsvorsitzender der Reformer Saarland war Emanuel Steigerwald. 2017 folgte ihm Ralf Berberich aus Kirkel.
Die Partei trat erstmals bei den Landtagswahlen 2017 im Saarland an und erreichte dort 0,2 % der gültigen Stimmen.